# Jura (telenovela)
Jura es una telenovela portuguesa emitida en SIC del 18 de septiembre de 2006 al 16 de febrero de 2007. La telenovela, que cuenta la historia de un grupo de amigos (dividido por cuatro parejas y una mujer soltera), fue protagonizada por Ricardo Pereira y Patrícia Tavares. Cuando se estrenó, e incluso antes del estreno, este producto se convirtió en polémica por las escenas de desnudo que mostraba, sin ningún tipo de pudor, a las 11 de la noche y con derecho a bola roja. Un producto de ficción que contó, además de esos dos actores, con Ana Bola, Rogério Samora, Pêpê Rapazote, Carla Chambel, Alda Gomes, Ana Rocha, João Cabral, Rui Mello, Ana Brito e Cunha, Rita Viegas, Alexandre da Silva, Cláudia Semedo, João Tempera, entre otros.
En enero de 2010, la telenovela volvió al canal de cable SIC Mulher.
Se reinstaló en las primeras horas de SIC desde el 6 de octubre de 2014 hasta el 12 de junio de 2015, siendo sustituida en una primera fase por Remodeled (reality show con Paul Fisher) y posteriormente por la exposición de Podia Acabar o Mundo (telenovela).
Regresó en SIC el 25 de abril de 2016, en sustitución de Podia Acabar o Mundo.

## Sinopsis
JURA es la historia de un grupo de amigos. La trama se compone de cuatro parejas: Paulo y Simone; Nuno y Letícia; Bárbara y André; Fernando y Diana y Telma, la única soltera[1]. Cuatro historias de personas que han vivido plenamente sus veinte años y que ahora luchan por sobrevivir a sus treinta.
JURA es también la historia de Simone y Paulo. Simone lo tiene todo para ser feliz. Un marido cariñoso y guapo que la ama. Un hijo al que adora y que es lo mejor que tiene en la vida. Un trabajo absorbente, en el que se siente realizada. Entonces, ¿cómo se explica este impulso de cambio que la hace temblar de ansiedad y poner todo en cuestión? ¿Y cómo responde usted a este impulso? A veces hay que cambiar. Aunque el cambio sea traumático.
Tras nueve años de matrimonio, se encuentran en una encrucijada. Y sólo tienes treinta años. Lo que hay más allá de la vida que conoce, el deseo de saber más, la insatisfacción con la vida cotidiana, todo la perturba y la hace frágil, poniendo en duda su matrimonio.
Cuando Simone decide irse de casa, la realidad se hace dramáticamente evidente: el matrimonio, la familia, el hogar, la estabilidad de una vida pueden desmoronarse en un segundo. Los amigos de Simone y Paulo empiezan a sentir y comprender lo frágiles que pueden ser sus relaciones.
Entre el deseo de ser excelentes profesionales, la voluntad de construir familias y la asfixiante velocidad de la sociedad de consumo, estas vidas se cruzarán en historias donde la sensualidad, el erotismo, el amor, la pasión y los celos estarán siempre presentes.
Todo empezó con Paulo, Fernando y Bárbara. Fueron amigos en la escuela secundaria y formaron un trío imbatible. Paulo era el sensible, Bárbara la pragmática y Fernando el vividor. Pasaron quince años y las cosas no cambiaron mucho. Paulo encontró en Simone el amor de su vida. Bárbara se convirtió en una abogada de alto nivel y lucha día a día por hacerse valer en un mundo todavía dirigido por hombres. Fernando siguió coleccionando novias y amantes, incluso después de casarse.
Tras la entrada de Simone, el grupo sólo se amplió de nuevo en la universidad. Fue allí donde Paulo y Barbara conocieron a Nuno, Leticia y André. Barbara acabó casándose con André, en contra de las expectativas de todos. André era muy diferente a Bárbara, pero es cierto que los opuestos se atraen. Sólo más tarde llegó Diana, a través de Fernando, y con ella, Telma, la mujer soltera del grupo. Fernando, Paulo, Nuno y André llevaron su amistad al mundo de los negocios. Son socios de un restaurante en el centro de la capital, "Fusão". Paulo y André dedican la mayor parte de su tiempo al restaurante. Nuno sigue siendo abogado de medios de comunicación y Fernando trabaja en el área de seguros.
Las mujeres dividen su tiempo entre la carrera y la familia. Simone es médico, especializada en medicina interna, y además del hospital trabaja en el INEM. Bárbara está luchando por ser socia de su bufete de abogados. Diana gestiona un spa de lujo y Telma trabaja como relaciones públicas en el restaurante de sus amigos. Sólo Letícia dejó la abogacía para dedicarse exclusivamente a su familia. Esta decisión es más que un contrapunto a su generación. Es una apuesta por la vida que le costará cara.
Las rupturas, las traiciones, los reencuentros y las locuras suceden al ritmo de una gran ciudad. Jura es la historia de muchos deseos. De cambio, de descubrimiento, de encuentro. Del deseo de buscar siempre la felicidad, esté donde esté.

## Personajes
Paulo (Ricardo Pereira)
Paulo es el principal protagonista de Jura. Es dueño de un sofisticado restaurante de fusión y es un idealista en todos los sentidos. Sin embargo, su mujer Simone decide dejarle y, de un día para otro, deja de ser feliz y se encuentra solo con su hijo pequeño y un matrimonio de nueve años completamente roto. ¿Será capaz de superar esta crisis y seguir adelante con su vida?
Simone (Patrícia Tavares)
Simone tiene una vida perfecta. Un hombre que la ama, un hijo maravilloso, una hermosa casa, un gran trabajo y un nivel de vida confortable, pero ella no es feliz. Su rutina diaria, sus obligaciones, su matrimonio y todo lo demás se cortocircuita cuando se acerca el día de su novena boda. Tiene una prematura crisis de la mediana edad y quiere un cambio radical en su vida, sintiendo que aún está a tiempo.
Fernando (Pêpê Rapazote)
Fernando es dueño de una pequeña pero importante agencia de seguros. Casado con Diana, cree que la gente debe vivir el momento. Tiene aventuras con mujeres, una tras otra, sin siquiera imponer límites, aunque declara estar completamente enamorado de su esposa. Poco a poco se siente insatisfecho con su vida. Quizá el vértigo que siente con su vida llena de encuentros pasajeros no sea más que el reflejo de un vacío que no está dispuesto a aceptar.
Nuno (João Cabral)
Nuno es un abogado de éxito. Es el clásico adicto al trabajo, más bien tímido en asuntos del corazón, pero bastante agresivo cuando se trata de su carrera. Tenso, tradicional, conservador, homófobo y profundamente vanidoso, la familia y la carrera son la fuente de su orgullo. Sin embargo, el estrés en el que vive y el incipiente alcoholismo de su mujer lo transforman en un hombre solitario, inseguro y paranoico.
Diana (Carla Chambel)
Locamente enamorada de su marido, tuvo que poner fin a sus continuas aventuras. Esto la convirtió en una mujer celosa y obsesiva hasta el punto de espiar las llamadas telefónicas, los papeles y las reuniones de su marido. Incluso ha involucrado a sus amigos en una discusión. Pronto su vida sufrirá un cambio dramático.
Letitia (Ana Rocha)
Letitia es la perfecta ama de casa. Sensible, atractiva y educada, se preocupa por los más mínimos detalles de su hogar. A pesar de ello, no tardará en buscar el alcohol como salida a la falta de afecto de su marido Nuno hacia ella. Por otro lado, su estrecha amistad con Fausto, el chef encargado del restaurante, se convertirá en un medio para rebelarse contra el orden impuesto por su marido.
André (Rui Mello)
André está completamente enamorado de su mujer, Bárbara, y ambos tienen una hija llamada Leonor. Nunca ha podido garantizar la estabilidad económica porque tiende a gastar más de lo que ingresa. Es el gerente del restaurante Fusão, pero su mala gestión financiera le lleva a un terrible golpe: necesita reponer -sin que lo sepan sus amigos (todos creen que todo va bien en el negocio)- una considerable suma de dinero.
Bárbara (Ana Brito e Cunha)
Bárbara es una abogada de éxito y socia de un prestigioso bufete. Es práctica, autoritaria, exigente y totalmente absorbida por su carrera. Recientemente ha sido madre y ha luchado por volver a verse bella para poder dar rienda suelta a su erotismo. Su matrimonio con André es satisfactorio, pero ha tenido una aventura extramatrimonial sin sentido con Fernando. Sin embargo, su vida dará un vuelco cuando descubra que su marido tiene una deuda millonaria con los socios del restaurante.
Telma (Alda Gomes)
Telma es una solterona incurable. A pesar de sus esfuerzos por encontrar una pareja, parece que nunca se lleva bien. Es maître en el restaurante de Paulo y, aunque es encantadora, necesita alguien con quien compartir su vida. Durante muchos años, y en varias ocasiones, Telma ha sido la amante de Fernando, aunque es la mejor amiga de Diana.
Catarina (Cláudia Semedo)
Es enfermera y comparte casa con Marta. Pronto se casará con Bruno, que también es su colega en el hospital, pero estos planes cambian cuando él cancela la boda y confiesa que está enamorado de otra mujer. Completamente devastada por la noticia, Catarina decide averiguar la verdadera identidad de la mujer que le robó el único amor de su vida.
Marta (Rita Viegas)
Marta llegó a Lisboa para estudiar arte dramático y se paga las clases trabajando como camarera en un restaurante. No tenía previsto involucrarse con nadie, pero la situación cambia rápidamente cuando su jefe, Paulo, se queda solo. Su inesperado entusiasmo se desvanece en cuanto se da cuenta de que Paulo sigue enamorado de su exmujer Simone, una sombra permanente que difícilmente le permitirá ser feliz.
Rodrigo (João Tempera)
Rodrigo es audaz, amante de la aventura y del peligro. Su vida es un itinerario de viajes constantes, siempre al límite del peligro extremo. No sabe cómo lidiar con su vida amorosa, especialmente cuando se involucra con Telma. Sufrirá tras descubrir la relación paralela que ella tuvo hace años con Fernando.
Bruno (Marco Costa)
Bruno trabaja con Simone en el hospital y se pasa horas mirando y fantaseando con ella. Bruno no sabe mucho sobre el amor, pero sabe cómo ser un amante. ¿Qué fantasías pasan por su cabeza? ¿Será él quien ofrezca a Simone el vértigo que busca?
Fausto (Alexandre Silva)
El nuevo chef a cargo del restaurante es una persona alegre, relajada y abiertamente gay. Rápidamente desarrolla una profunda amistad con Leticia. Esto enfada a Nuno, el marido de Leticia, que es un homófobo impenitente.
Joaquim (Rogério Samora)
Joaquim es un famoso comisario de arte con fama internacional. Hace diez años fue profesor de Diana cuando ésta estudiaba Historia del Arte. En su momento, mantuvieron un romance, pero Joaquim se fue del país y Diana no lo ha vuelto a ver. La vida los pondrá de nuevo frente a frente. Diana se encuentra en un momento especialmente frágil y Joaquim viene a llenar el vacío que ha encontrado en su vida. Joaquim es una persona muy descomplicada y desprendida. Le gusta la gente interesante y sus viajes por el mundo le han abierto los horizontes a culturas y formas de ser que le sitúan por encima del común de los mortales. Tiene dinero y está acostumbrado a lo mejor. No es muy afectado pero tiene una educación que a veces le hace parecer arrogante.
Gloria (Ana Bola)
Gloria es la madre de Simone y es una enfermera que atiende a pacientes terminales. Está decidida a convencer a su hija de que su matrimonio merece una segunda oportunidad. ¿Existen realmente segundas oportunidades para los matrimonios fracasados? ¿Existe realmente una cura para el amor perdido?
- Datos: Q97378620